# مسجد هوايشينغ
مسجد هوايشينج(بالصينية المبسطة: 广州怀圣寺؛ بالصينية التقليدية: 廣州懷聖寺؛ يُعرف أيضًا باسم مسجد المنارة والجامع الكبير في كانتون)  هو المسجد الرئيسي في قوانغتشو. أُعيد بناؤه مرات عديدة عبر تاريخه، ويُعتقد تقليديًا أنه بُني منذ أكثر من 1300 عام، مما يجعله أحد أقدم المساجد في العالم. وينسب إلى الصحابي سعد بن أبي وقاص. ويقال بأنه بني على يد مسلم اسمه وقاص عندما جاء إلى الصين وهذا يتفق مع الكتابات العربية المنقوشة على اللوح الرخامي في مسجد هوايشنغ، حيث جاء فيها:
ثم جدده المتأخرون مرة بعد مرة، وليس هناك من سبيل إلى معرفة الزمن الذي نقشت فيه هذه الكتابات غير المؤرخة، أما وقاص الوارد اسمه في الرواية، فبالإضافة إلى ورود ذكره في الكتابات العربية المنقوشة ما يزال ضريحه قائما على مقربة من جسر ليوهوا في ضواحي قوانغتشو.
للمسجد مئذنة رشيقة يبلغ ارتفاعها الحالي 36 مترًا تقريبًا، وكانت أكثر ارتفاعًا قديمًا ، وتتكون من مستويين يتخللها زوج من الدرج يفضي إلى الشرفة العلوية. كانت المئذنة مهمة للغاية ليس فقط من الناحية الدينية بل كانت تستخدم قديما كفنار ساحلي مثل فنار الإسكندرية في مصر، يخدم التجارة البحرية ويسهل حركة السفن، كما كان يتوجها دوارة رياح تحدد اتجاه الرياح بما يسهل حركة السفن في البحر.

## التاريخ
تذكر المخطوطات الإسلامية الصينية القديمة أن المسجد بُني عام 627 ميلادية على يد سعد بن أبي وقاص، وهو أحد صحابة النبي محمد، الذي يُفترض أنه جاء إلى الصين في العشرينيات من القرن السابع (620s). على الرغم من أن العلماء العلمانيين المعاصرين لا يجدون أي دليل تاريخي على أن سعد بن أبي وقاص زار الصين بالفعل، إلا أنهم يتفقون على أن المسلمين الأوائل وصلوا إلى الصين في القرن السابع، وأن المراكز التجارية الرئيسية، مثل قوانغتشو وتشيوانتشو ويانغتشو، ربما كانت قد بُنيت فيها مساجدها الأولى خلال عهد أسرة تانغ، على الرغم من عدم العثور حتى الآن على مصادر موثوقة تشهد على وجودها الفعلي.
يبلغ ارتفاع المئذنة المسماة باسم غوانغتا 36 مترًا وتتكون من طابقين. كانت أطول مبنى في المدينة حتى بداية القرن العشرين ولم تخل أي خريطة للمدينة من ظهورها بها. في العصور الوسطى، كانت تؤدي وظائف مختلفة، حيث كانت تعمل كمنارة وريشة طقس وبرج مراقبة.ووفقا للدكتور حماده هجرس؛ فإنه يرجح أنها بنيت في أواخر عصر أسرة تانغ، حيث ورد ذكرها في الأدبيات الصينية.
من المحتمل جدًا أن المسجد كان موجودًا خلال السنوات الأولى من عهد أسرة سونغ. في عام 1349، دُفن رمضان بن علاء الدين، أول مسلم كوري يُذكر اسمه، في مقبرة المسجد. أُعيد بناء المسجد في عام 1350 ثم مرة أخرى في عام 1695 بعد أن دمره حريق. بُني برج هوايشينغ الخفيف أو المئذنة في فترة سابقة. حتى القرن التاسع عشر، كان برج المئذنة أحد المعالم الرئيسية في قوانغتشو.
كان الرحالة التتري عبد الرشيد إبراهيم، الذي كان على معرفة بأحد أئمة المسجد، وانغ كوان، رافضًا للادعاء بأن هذا المسجد بناه سعد بن أبي وقاص. ووصف ذلك بأنه فكرة غريبة: 